# صموئيل هاموند
صموئيل هاموند (بالإنجليزية: Samuel Hammond)‏ هو سياسي أمريكي، ولد في 21 سبتمبر 1757، وتوفي في 11 سبتمبر 1842 في أوغستا في الولايات المتحدة. حزبياً، نشط في الحزب الجمهوري. وقد انتخب عضو مجلس نواب كارولاينا الجنوبية وانتخب عضو مجلس نواب جورجيا وانتخب عضو مجلس النواب الأمريكي.